# Giornata internazionale per l'eliminazione della violenza contro le donne

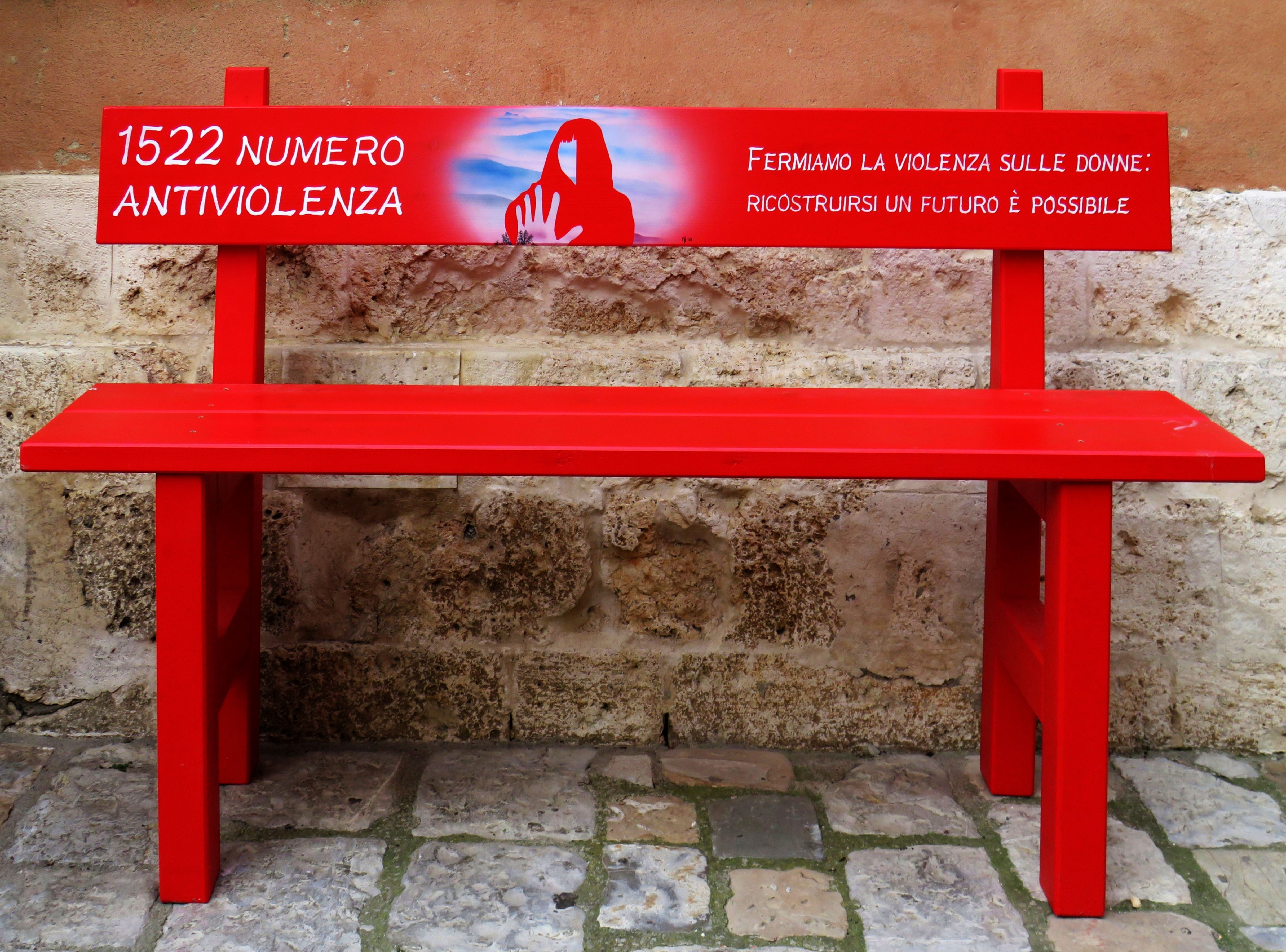
Una panchina rossa per l'eliminazione della violenza contro le donne a San Quirico d'Orcia

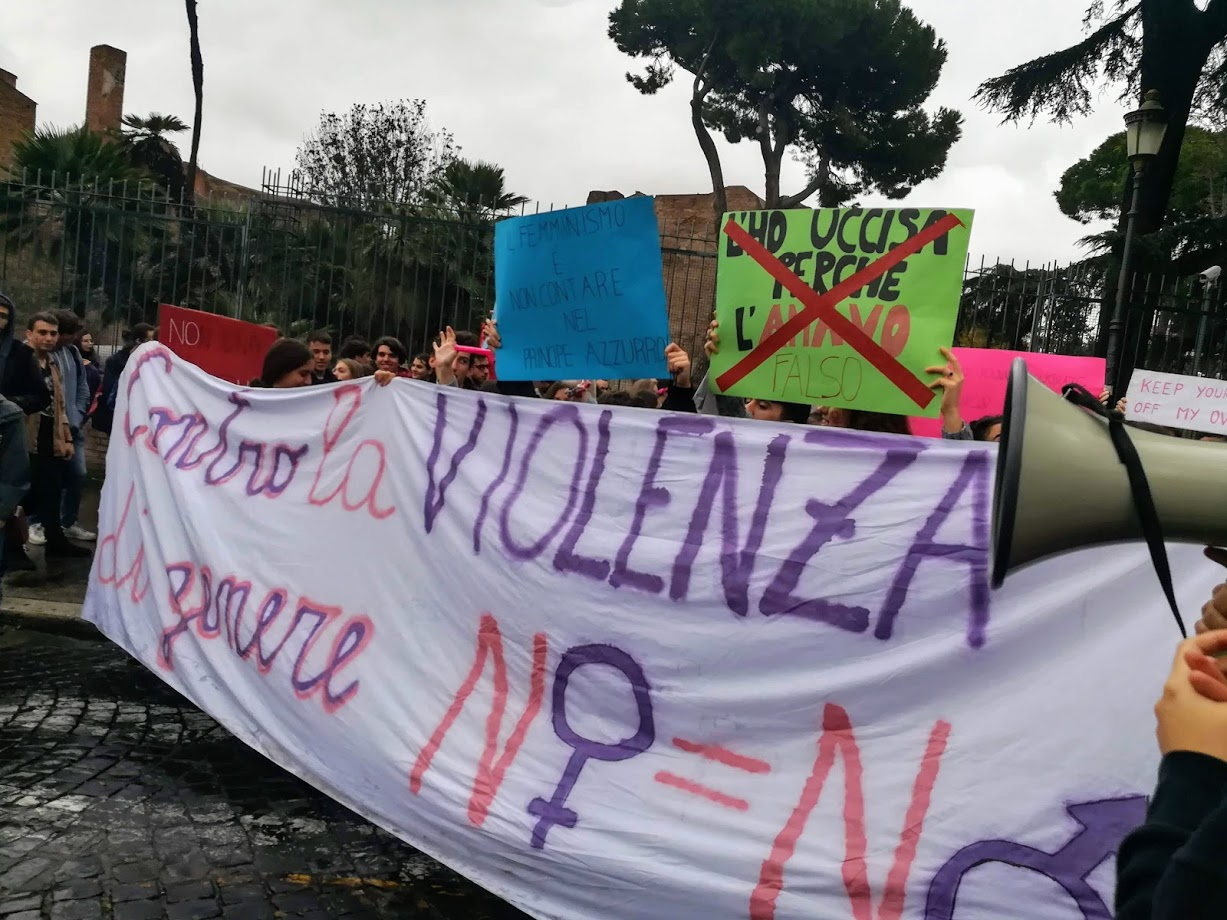
Manifestazione di Non Una Di Meno in occasione della Giornata internazionale per l'eliminazione della violenza contro le donne a Roma il 24 novembre 2018

La Giornata internazionale per l'eliminazione della violenza contro le donne è una ricorrenza istituita dall'Assemblea generale delle Nazioni Unite, tramite la risoluzione numero 54/134 del 17 dicembre 1999. 
L'Assemblea generale delle Nazioni Unite ha designato il 25 novembre come data della ricorrenza e ha invitato i governi, le organizzazioni internazionali e le ONG a organizzare in quel giorno attività volte a sensibilizzare l'opinione pubblica sull'importanza della nonviolenza e del rispetto delle donne.
La data della Giornata internazionale per l'eliminazione della violenza contro le donne segna anche l'inizio dei "16 giorni di attivismo sulla violenza di genere" che precedono la Giornata mondiale dei diritti umani il 10 dicembre di ogni anno, promossi nel 1991 dal Center for Women's Global Leadership (CWGL) e sostenuti dalle Nazioni Unite, per sottolineare che la negazione della violenza contro le donne è una violazione dei diritti umani.
Questo periodo comprende una serie di altre date significative, tra cui il 29 novembre, il Women Human Rights Defenders Day (WHRD), il 1º dicembre, la Giornata mondiale contro l'AIDS e il 6 dicembre, anniversario del massacro del Politecnico di Montréal, quando 14 studentesse di ingegneria furono uccise da un venticinquenne che affermò di voler "combattere il femminismo". Il colore arancione è utilizzato come colore di identificazione della campagna, ogni anno concentrata su un tema particolare. Dal 2014 ha assunto come slogan Orange the World.
In molti paesi, come l'Italia, il colore esibito in questa giornata è il rosso e uno degli oggetti simbolo è rappresentato da scarpe rosse da donna, allineate nelle piazze o in luoghi pubblici, a rappresentare le vittime di violenza e femminicidio. 
L'idea è nata da un'installazione dell'artista messicana Elina Chauvet, Zapatos Rojos, realizzata nel 2009 in una piazza di Ciudad Juarez, e ispirata all'omicidio della sorella per mano del marito e alle centinaia di donne rapite, stuprate e assassinate in questa città di frontiera nel nord del Messico, nodo del mercato della droga e degli esseri umani. L'installazione è stata replicata successivamente in moltissimi paesi del mondo, fra cui Argentina, Stati Uniti, Norvegia, Ecuador, Canada, Spagna e Italia.
La campagna in Italia viene in particolar modo portata avanti dal Centro antiviolenza e dalle Associazioni di donne impegnate nell'ambito della Violenza contro le donne.

## La risoluzione delle Nazioni Unite del 17 dicembre 1999
Nella risoluzione 54/134 del 17 dicembre 1999 viene precisato che si intende per violenza contro le donne "qualsiasi atto di violenza di genere che si traduca o possa provocare danni o sofferenze fisiche, sessuali o psicologiche alle donne, comprese le minacce di tali atti, la coercizione o privazione arbitraria della libertà, sia che avvengano nella vita pubblica che in quella privata".
La violenza contro le donne è ritenuta una manifestazione delle "relazioni di potere storicamente ineguali" fra i sessi, uno dei "meccanismi sociali cruciali" di dominio e discriminazione con cui le donne vengono costrette in una posizione subordinata rispetto agli uomini per impedirne il loro avanzamento.
Richiamando quanto deliberato nella Terza e nella Quarta Conferenza mondiale contro le donne svoltesi a Nairobi nel 1985 e a Pechino nel 1995 con la partecipazione di rappresentanti di 140 nazioni, la risoluzione inserisce questo tema nella più ampia questione dei diritti umani, sottolineando come la violenza contro le donne sia un ostacolo al raggiungimento dell'uguaglianza, dello sviluppo e della pace, e come si renda necessaria l'adozione di misure volte a prevenire ed eliminare tutte le forme di discriminazione, specie per le donne maggiormente vulnerabili (appartenenti a gruppi minoritari, indigeni, donne rifugiate, donne migranti, donne che vivono in comunità rurali o remote, donne indigenti, anziane, con disabilità, e donne che si trovano in situazioni di conflitto armato).

## Storia

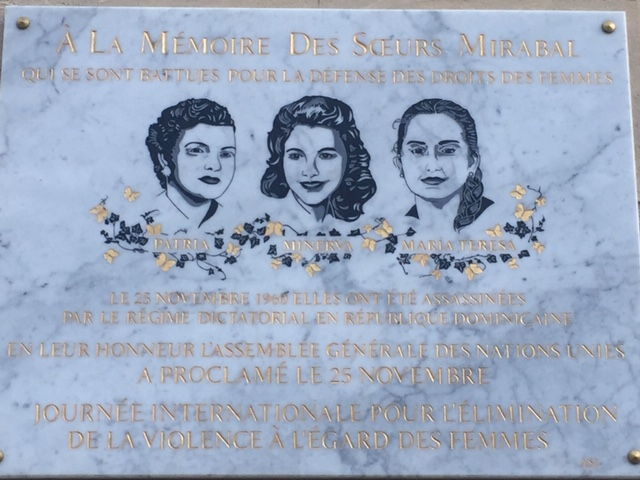
Targa commemorativa dedicata alle sorelle Mirabal in rue de Prony a Parigi

Il 25 novembre 1960, nella Repubblica Dominicana, furono uccise tre attiviste politiche, le sorelle Mirabal (Patria, Minerva e Maria Teresa), successivamente chiamate anche Las Mariposas, per ordine del dittatore Rafael Leónidas Trujillo. Quel giorno le sorelle Mirabal, mentre si recavano a far visita ai loro mariti in prigione, furono bloccate sulla strada da agenti del Servizio di informazione militare. Condotte in un luogo nascosto nelle vicinanze furono stuprate, torturate, massacrate a colpi di bastone e strangolate, per poi essere gettate in un precipizio, a bordo della loro auto, per simulare un incidente.
Nel 1981, nel primo incontro femminista latinoamericano e caraibico svoltosi a Bogotà, in Colombia, venne deciso di celebrare il 25 novembre come la Giornata internazionale per l'eliminazione della violenza contro le donne, in memoria delle sorelle Mirabal.
Nel 1991 il Center for Global Leadership of Women (CWGL) avviò la Campagna dei 16 giorni di attivismo contro la violenza di genere, proponendo attività dal 25 novembre al 10 dicembre, Giornata internazionale dei diritti umani.
Nel 1993 l'Assemblea generale delle Nazioni Unite ha approvato la Dichiarazione per l'eliminazione della violenza contro le donne ufficializzando la data scelta dalle attiviste latinoamericane.

## Slogan della giornata
| Anno | Tema ufficiale                                                               |
| ---- | ---------------------------------------------------------------------------- |
| 2024 | Orange the World: UNITE! Safety, everywhere and always”                      |
| 2023 | Orange the World: UNITE! Invest to prevent violence against women and girls” |
| 2022 | Orange the World: UNITE! Activism to End Violence against Women & Girls      |
| 2021 | Orange the World: End Violence Against Women Now!                            |
| 2020 | Orange the World: Fund, Respond, Prevent, Collect!                           |
| 2019 | Orange the World: Generation Equality Stands Against Rape                    |
| 2018 | Orange the World: HearMeToo                                                  |
| 2017 | Orange the World: Leave No One Behind                                        |
| 2016 | Orange the World: Raise Money to End Violence Against Women and Girl         |
| 2015 | Orange the World                                                             |
| 2014 | Orange your Neighbourhood                                                    |

## Violenza contro le donne: dati a livello globale
La prima grande rilevazione globale, con dati provenienti da tutto il mondo, è stata promossa dall'Organizzazione Mondiale della Sanità e pubblicata nel 2013, con l'obiettivo di rilevare dati su due distinte forme di violenza contro le donne - quella compiuta da un partner e quella compiuta da un diverso soggetto (amici, conoscenti, estranei, altri membri della famiglia) - e di documentarne gli effetti sulla salute psicofisica delle donne vittime di violenza.
Il risultato ha messo in luce un dato sorprendente: nel mondo mediamente il 35,6% delle donne aveva subito violenza fisica e/o sessuale da parte del proprio partner, o violenza sessuale da parte di un non partner.
In particolare, il 38% degli omicidi a danno di donne erano stati compiuti da loro partner. I dati hanno anche messo in luce la portata endemica del fenomeno, pervasivo a livello globale, pur nella diversa gradazione delle percentuali locali e regionali, dal 37,7% delle regioni del sud est asiatico, al 24,6% delle regioni del Pacifico occidentale.
A livello di conseguenze sulla salute, l'inchiesta ha stabilito che le donne vittima di violenza, rispetto alle altre donne, hanno il doppio di probabilità di soffrire di depressione, più del doppio di avere problemi mentali o di soffrire di alcolismo; sono più soggette a malattie virali e maggiormente esposte a tentativi di suicidio. 
Uno studio globale sugli omicidi di donne correlati al genere (o "femminicidi", laddove le legislazioni nazionali prevedano questo termine) pubblicato nel 2019 dall'Ufficio delle Nazioni Unite per il controllo della droga e la prevenzione del crimine (UNODOC) sulla base delle statistiche degli omicidi fornite dalle diverse nazioni, comprensive della segnalazione dei rapporti tra la vittima e l'autore del reato e/o il movente, ha rilevato che nel 2017 sono morte nel mondo ogni giorno 137 donne per mano del partner o di un familiare: circa 50.000 (58%), ossia circa 6 donne su dieci, su un totale di 87.000 uccise intenzionalmente, percentuale in crescita dell'11% rispetto alla rilevazione 2012. A livello globale le vittime degli omicidi compiuti all'interno della famiglia sono per il 64% di sesso femminile; l'82% se a compiere l'omicidio è il partner.

### Italia

Castel Noarna in Trentino, dove si tenne un processo alle streghe, illuminato di rosso per ricordare la Giornata internazionale per l'eliminazione della violenza contro le donne

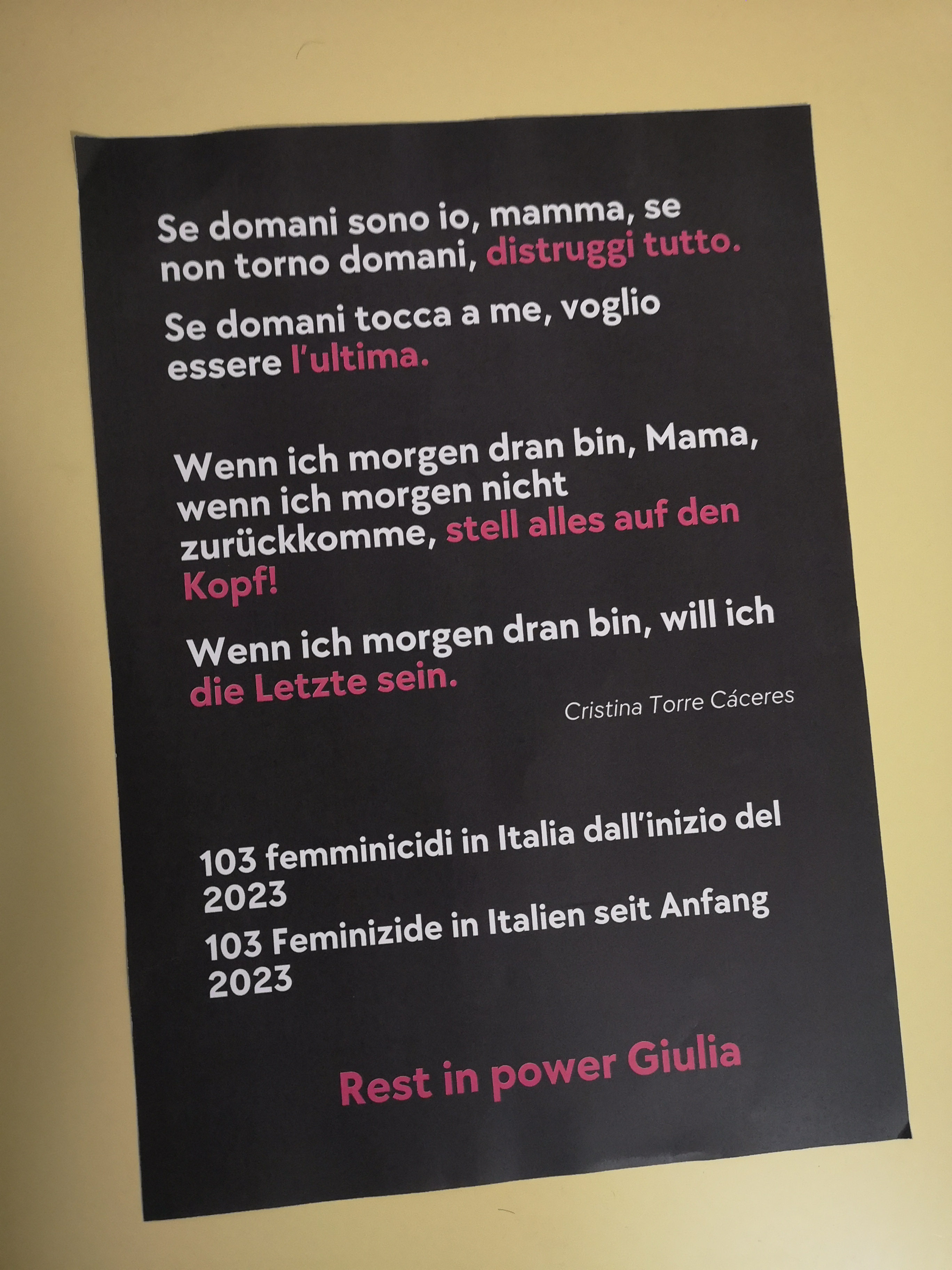
Provincia di Bolzano: volantino italo-tedesco contro il femminicidio del 25 novembre 2023, in occasione della Giornata mondiale contro la violenza sulle donne nonché in ricordo di Giulia Cecchettin.

L'indagine ISTAT del 2014 ha rilevato che il 31,5% delle donne italiane tra i 16 e i 70 anni ha subìto nel corso della propria vita una qualche forma di violenza fisica o sessuale. Un rapporto del 2018 relativo alle molestie sul luogo di lavoro ha messo in luce che nel corso della loro vita, 1.100.000 donne (pari al 7,5% delle lavoratrici) ha subito ricatti sessuali per ottenere un lavoro, per mantenerlo o per ottenere progressioni nella carriera.
Confrontando gli omicidi volontari di donne nel 2018 (133 omicidi, pari allo 0,43 per 100.000 donne), l'ISTAT ha collocato l'Italia fra i paesi europei con una più bassa percentuale, dietro solo a Grecia e Cipro; ai primi posti Lettonia e Lituania. 
È stato tuttavia evidenziato come mentre la serie storica rilevi un notevole calo degli omicidi di uomini nel corso di 25 anni (da 4,0 per 100.000 maschi nel 1992 a 0,8 nel 2016), il numero di donne uccise registrate nello stesso periodo (da 0,6 a 0,4 per 100.000 femmine) rimanga perlopiù stabile.
Nell'opuscolo pubblicato dalla Direzione Centrale Anticrimine del Dipartimento della Pubblica Sicurezza, a sostegno della campagna "…questo NON È AMORE" per aiutare le vittime di violenza a vincere la paura di denunciare, i dati parlano di un aumento delle vittime di sesso femminile dal 2016 (68%) al 2019 (71%). 
Sia le vittime che gli autori di questi reati sono in alta percentuale di nazionalità italiana: nel 2018 erano italiani il 73% dei soggetti segnalati all'autorità giudiziaria dalle forze di polizia, nel 2019 il dato è salito al 74%. 
Nel 2018-2019 tra le donne straniere sono le romene a denunciare più di altre di aver subito maltrattamenti in famiglia, percosse, violenze sessuali e atti persecutori. Nel 2018 l'82% degli autori di omicidi femminili è un familiare.
Nel novembre 2018, alla vigilia della Giornata internazionale per l'eliminazione della violenza contro le donne, viene inaugurata a Roma, nel Parco Grandi al Collatino, una stele in memoria di Nicole Lelli e di tutte le vittime del femminicidio.
Secondo il Rapporto EURES sul femminicidio in Italia, tra il 2000 e il 31 ottobre 2020 sono 3.344 le donne uccise in Italia, pari al 30% degli 11.133 omicidi volontari complessivamente censiti. 
Nel 2019 sono state uccise 99 donne, 85 in ambito familiare. Nei primi 10 mesi del 2020 le vittime registrate sono 91, con un leggero calo nella percentuale di donne straniere. 
Per quanto riguarda la distribuzione territoriale, viene rilevata una flessione del numero di femminicidi al centro-sud e un aumento al nord: in Lombardia e Piemonte si concentra il 36% dei casi nazionali.
La rilevazione ISTAT sul numero delle chiamate al numero verde 1522 contro la violenza e lo stalking durante periodo di emergenza COVID-19 ha evidenziato che la quantità delle chiamate è più che raddoppiata rispetto allo stesso periodo dell'anno precedente (+119,6%). Le vittime che hanno chiesto aiuto nel periodo 1 marzo-16 aprile sono state 2.013 (+59%).
La Commissione parlamentare di inchiesta sul femminicidio ha confermato come durante il lockdown, secondo quanto evidenziato dai dati forniti dal Ministero dell'Interno, a fronte di un calo complessivo dei reati contro la persona, la violenza di genere sia aumentata in forma sommersa a causa delle maggiori difficoltà delle donne a denunciare: l'ISTAT ha riportato un calo del 43,6% delle denunce per maltrattamenti in famiglia nel periodo marzo-aprile 2020.
Dai dati forniti dall'Associazione Nazionale D.i.Re - Donne in Rete contro la violenza che riunisce più di 80 associazioni che gestiscono centri antiviolenza e case rifugio su tutto il territorio italiano, il numero delle donne che si sono rivolte a un Centro antiviolenza della rete della Rete D.i.Re per chiedere sostegno nel periodo 6 aprile-3 maggio 2020 risulta aumentato del 79,9% rispetto all'anno 2018.
Il 25 novembre 2021 il Ministero dell'interno fornisce i dati relativi all'anno in corso: 109 donne uccise (erano 101 l'anno precedente), di cui 93 in ambito familiare/affettivo.
Nel corso della giornata televisioni e radio hanno dedicato vari servizi e riportato i messaggi, tra gli altri, del presidente Sergio Mattarella («numeri intollerabili [...], la violenza contro le donne è un fallimento della nostra società nel suo insieme») e di Papa Francesco («Le varie forme di maltrattamento che subiscono molte donne sono una vigliaccheria e un degrado per gli uomini e per tutta l'umanità»).